# Dead Silence (2007)
Dead Silence (Verweistitel: Dead Silence – Ein Wort und du bist tot) ist ein US-amerikanischer Horrorfilm aus dem Jahr 2007. Drehbuchautor ist Leigh Whannell, der 2003 eine Hauptrolle in Saw spielte und dazu auch das Drehbuch schrieb. Regisseur ist James Wan, der ebenfalls bei Saw Regie führte. Beide waren des Weiteren bei allen weiteren Saw-Teilen zusammen als Produzenten tätig. Die Hauptrollen spielen Ryan Kwanten, Donnie Wahlberg, Amber Valletta und Michael Fairman. Ryan Kwanten spielt im Film Jamie Ashen, der nach der mysteriösen Lieferung einer Bauchrednerpuppe seine Frau ermordet auffindet und beginnt, den Mörder zu suchen, der, so ist er sicher, dieselbe Person ist, die ihm auch die Puppe schickte.
Premiere feierte der Film am 17. März 2007 in den USA und am 8. November 2007 kam der Film in Deutschland direkt auf DVD heraus. Der Film hatte ein geschätztes Budget von 20 Millionen US-Dollar und spielte weltweit insgesamt 22 Millionen US-Dollar ein, davon fast 17 Millionen Dollar in den USA.

## Handlung
Jamie Ashen und seine Frau Lisa bekommen ein mysteriöses Paket ohne Absenderadresse zugeschickt, mit einer Bauchrednerpuppe namens „Billy“ darin. Sie fragen sich, wer das Paket geschickt haben könnte. Dann erinnert Lisa sich an einige Verse, die sie als Kind gehört hat, über eine Bauchrednerin namens Mary Shaw.
Jamie kümmert sich nicht weiter darum und holt etwas zu essen. Als er wiederkommt, findet er Lisa tot im Bett auf, mit herausgerissener Zunge. Billy liegt auf dem Boden neben ihr. Detective Lipton verdächtigt Ashen des Mordes, muss ihn aber wegen fehlender Beweise gehen lassen. Zuhause überprüft Jamie nochmal das Paket und findet heraus, dass die Puppe zum Repertoire der Bauchrednerin Mary Shaw aus seiner Heimatstadt Ravens Fair stammt.
Jamie reist nach Ravens Fair, damit er sich um Lisas Beerdigung kümmern kann und fragt außerdem seinen entfremdeten Vater Edward, was er über Mary Shaw weiß. Dieser sitzt nach einem Schlaganfall im Rollstuhl und hat eine neue Ehefrau, Ella, die sich um ihn kümmert. Edward und Ella erzählen von den Kinderversen, die von Mary Shaws Vorlieben erzählen, ihren Opfern die Zunge herauszureißen. Jamie verlässt das Haus und warnt Ella vor der Kaltherzigkeit seines Vaters. Nach der Beerdigung von Lisa findet Jamie einen alten Friedhof, auf dem er das Grab von Mary Shaw sowie all ihrer Puppen findet. Marion, die senile Frau des Leichenbestatters, warnt ihn vor der Gefahr, die von Shaws Puppen ausgeht, und Jamie glaubt, dass es am besten sei, wenn er Billy in sein Grab zurücklegte. Dies tut er und findet die Puppe am selben Abend wieder in seinem Motelzimmer, neben Detective Lipton, der Jamie gefolgt ist, um sicherzugehen, dass er nicht flüchtet, da er immer noch an dessen Schuld am Mord an Lisa glaubt. Jamie erzählt ihm von den Kinderversen, doch Lipton zeigt sich unbeeindruckt und beschlagnahmt die Puppe. Am nächsten Morgen stiehlt Jamie die Puppe von Detective Lipton und bringt sie zum Leichenbestatter Henry Walken, der ihm nun alles über Mary Shaw erzählt.
Shaw war in ihrer Kindheit eine erfolgreiche Bauchrednerin, die die Ambitionen hatte, die perfekte Puppe herzustellen. Eines Nachts rief bei einem Auftritt ein Junge namens Michael dazwischen, dass er ihre Lippenbewegung sehen kann. Mary konterte, indem sie die Puppe und sich selbst gleichzeitig reden ließ und erstaunte damit das gesamte Publikum. Kurz darauf verschwand der Junge und wurde nie gefunden. Man beschuldigte Mary Shaw, und die Familie Ashen tötete sie, indem sie ihr die Zunge herausriss. Ihr letzter Wunsch war es, selbst in eine Puppe umgebaut zu werden und mit ihren 101 Puppen zusammen begraben zu werden. Henry, als kleiner Junge, ging in die Leichenhalle seines Vaters und stieß aus Versehen den Sarg um. Mary Shaw erhob sich und kam auf Henry zu, der nur überleben konnte, indem er sich den Mund zuhielt, um nicht zu schreien; Mary kann ihre Opfer nur töten, wenn sie schreien. Henrys Vater kam kurz darauf in den Raum und fand seinen Sohn kauernd in der Ecke und Shaws Leichnam auf den Boden liegend.
Jamie untersucht das alte Theater, in dem früher Shaws Aufführungen stattfanden, und findet deren Umkleideraum mitsamt ihren Plänen zum Bau der perfekten Puppe. Jamie sucht erneut seinen Vater auf, welcher ihm erzählt, dass der vermisste Junge damals Jamies Großonkel war. Er erzählt außerdem, dass die Familie Shaw tötete, indem sie sie zwang zu schreien und ihr dann die Zunge rausschnitten. Die Ehefrauen, Kinder und Kindeskinder der Familie ereilte daraufhin dasselbe Schicksal. Edward erzählt weiterhin, dass Shaw zurückkommen werde, um sich auch ihn und Jamie zu holen. Als Jamie gehen will, läuft er Lipton in die Arme, der erzählt, dass alle Puppen vom Friedhof verschwunden seien. Gleichzeitig erhält Jamie einen Anruf von Henry, der ihn bittet, noch einmal zum Theater zu kommen. Henry wurde allerdings zuvor in seinem Haus von Mary Shaw getötet. Jamie macht sich auf den Weg und Lipton folgt ihm. Dort angekommen bemerken sie ein verstecktes Hinterzimmer, wo sie die Leiche von Michael Ashen finden, der wie eine Marionette an Fäden aufgehängt wurde. Außerdem steht ihnen gegenüber eine Wand mit den 100 Puppen, aufgereiht in Vitrinen. Plötzlich beginnt eine der Puppen, von Mary Shaw besessen, zu sprechen. Sie erzählt, dass sie diejenigen zum Schweigen bringen möchte, die sie zum Schweigen brachten, und dass sie Lisa tötete, weil sie schwanger gewesen sei und einen Nachkömmling der Familie in sich getragen habe.
Shaw erscheint hinter der Puppe, aber Lipton schießt auf sie. Als sie beginnt, in ihre anderen Puppen einzudringen, verbrennen Lipton und Jamie diese und fliehen, verfolgt von Shaw. Als der Steg, über den sie flüchten, auseinanderbricht, tötet Shaw Lipton während des Falles, als er schreit. Jamie klettert wieder hoch, wird oben von Shaw überrascht und fällt erschrocken aber ohne zu schreien nach unten, hinein in die überfluteten Kostümräume, von wo aus er nach draußen schwimmt und das brennende Theater hinter sich zurücklässt, wo die Puppen und die Bedrohung durch Mary Shaw ihr Ende finden.
Doch Jamie fällt ein, dass Billy noch da ist. Er fährt zu Henry, um ihn zu zerstören, findet ihn dort aber nur tot auf, während Marion ihm erzählt, dass dessen Vater kam, um die Puppe zu holen. Jamie fährt also zum Haus seines Vaters und findet im Obergeschoss Billy. Als Mary Shaw wieder erscheint, wirft Jamie die Puppe ins Feuer, kurz bevor sie ihn angreifen kann. Danach findet Jamie seinen Vater im Rollstuhl sitzend mit leerem Blick. Er betrachtet ihn genau und bemerkt, dass sein kompletter Rücken ausgehöhlt ist und er wie eine Bauchrednerpuppe zurechtgebaut ist. Er sieht nun, dass Ella die ganze Zeit seinen Vater als Puppe benutzt hat, um Jamie zu locken, und dass sie die perfekte Puppe ist, die Shaw bauen wollte. Ella taucht hinter ihm auf, wird von Shaw besessen und greift Jamie an. Dieser muss nun vor Schreck doch schreien und wird getötet, indem ihm die Zunge herausgerissen wird. Der Film endet mit Mary Shaw, die ein Fotoalbum durchschaut mit Bildern ihrer Opfer, die zu Bauchrednerpuppen zurechtgemacht wurden.

## Kritiken
Der Film erhielt durchschnittliche bis schlechte Kritiken. Bei Rotten Tomatoes hält er eine geringe Durchschnittswertung von 21 %.

„Statt auf blutige Schocks setzt Wan auf altmodische Gruseleffekte wie wehende Vorhänge, Nebel und knarrende Türen. Das wirkt!“

„Dead Silence ist für Genrefanatiker unter Umständen einen Blick wert, verpasst es aber aufgrund des wenig sorgsam aufgebauten Spannungsbogens, den Zuschauer über anderthalb Stunden wach zu halten. Wer es sowieso albern findet, dass Bauchrednerpuppen ein Eigenleben entwickeln, ist eh im falschen Film – ebenso wie jene, die eine Fortführung der Saw-Massaker erwarten.“

„Zwischen Dead Silence und ihrem Welterfolg Saw liegen wahrlich Welten, aber dank einer weitestgehend überzeugenden Inszenierung und der an manchen Stellen unfreiwillig unterhaltsamen Story, kann sich der Film gerade noch so im unteren Mittelfeld des Genres platzieren, ist jedoch insgesamt eher Kandidat einer Direct-to-DVD-Auswertung.“

„Vorhersehbarer Puppen-Horrorfilm mit anfänglich drastischen Effekten und einer zunehmend blutarmen Geschichte.“

## Trivia
Im Theater, als Jamie Ashton und Det. Lipton die Puppen finden, ist im Bild auch kurzzeitig die Saw-Puppe am unteren Rand des Bildes zu sehen, eine Anspielung auf den Film Saw des Regisseurs James Wan.

## Synchronisation
| Rolle        | Darsteller      | Dt. Synchronsprecher |
| ------------ | --------------- | -------------------- |
| Jamie Ashen  | Ryan Kwanten    | Stefan Günther       |
| Det. Lipton  | Donnie Wahlberg | Frank Röth           |
| Ella Ashen   | Amber Valletta  | Shandra Schadt       |
| Henry Walken | Michael Fairman | Norbert Gastell      |
| Edward Ashen | Bob Gunton      | Tobias Lelle         |